# Nicolas De Troyer
Nicolas De Troyer (1984) is een Belgische organist. Hij behaalde in 2007 een meester-graad aan de LUCA School of Arts te Leuven, met een onderscheiding voor het orgel als hoofdinstrument. In 2010 volgde een masterdiploma voor klavecimbel en het afronden van een master voor orgelstudie. Aan de Katholieke Universiteit Leuven behaalde De Troyer in 2012 nog een masterdiploma in de muziekwetenschappen.
De Troyer was deelnemer aan diverse orgelconcoursen. Hij was in 2006 winnaar in de categorie 20e-eeuwse orgelmuziek van het elfde orgelconcours in Leiden.
De Troyer is verbonden aan de kerk Sint-Pieters Banden te Hamme en was meer dan 10 jaar organist in de Sint-Pauluskerk te Antwerpen en de Dominicanenkerk in Brussel. Per 15 januari 2020 is Nicolas aangesteld als de titulaire organist van de Sint-Baafskathedraal in Gent, waar hij de opvolger is van Edward De Geest die 25 jaar aan deze kerk verbonden was.
In 2014 bracht De Troyer de cd Over grenzen heen uit.